# Eurytoma kareliniae
Eurytoma kareliniae is een vliesvleugelig insect uit de familie Eurytomidae. De wetenschappelijke naam is voor het eerst geldig gepubliceerd in 2010 door Zerova.